# يوكي ماسودا
يوكي ماسودا (باليابانية: 増田 ゆき) مواليد 09 فبراير 1973 في شيزوكا، اليابان، هي مؤدية أصوات يابانية بدأت نشاطها عام 1995.

## أعمال
- جنود السايبورغ
- إينوياشا
- ناروتو
- هيتاليا: قوة المحور
- ترانسفورمرز: برايم
- إله الحرب
- روبوتات

## روابط خارجية
- يوكي ماسودا على موقع IMDb (الإنجليزية)
- يوكي ماسودا على موقع ميوزك برينز (الإنجليزية)
- يوكي ماسودا على موقع قاعدة بيانات الفيلم (الإنجليزية)
- يوكي ماسودا على موقع ANN person (الإنجليزية)